# Достик (Жаркаїнський район)
Дости́к (каз. Достық) — село у складі Жаркаїнського району Акмолинської області Казахстану. Входить до складу Валіхановського сільського округу.
Населення — 124 особи (2021; 177 у 2009, 174 у 1999, 195 у 1989).
Національний склад станом на 1989 рік:
- росіяни — 36 %.

До 1995 року село називалось Мирне, ще раніше — роз'їзд Баранкульський.